# 布格奈
布格奈（法語：Bouguenais，法語發音：[buɡnɛ]），是法国大西洋卢瓦尔省的一个市镇，位于该省中部，属于南特区和南特都会区，其市镇面积为31.5平方公里，2022年1月1日时人口数量为20,590人。
布格奈是南特都会区的组成部分，位于南特市区西南。南特大西洋机场的主体部分位于其境内。

## 行政
布格奈的邮政编码为44340，INSEE市镇编码为44020。

## 地理

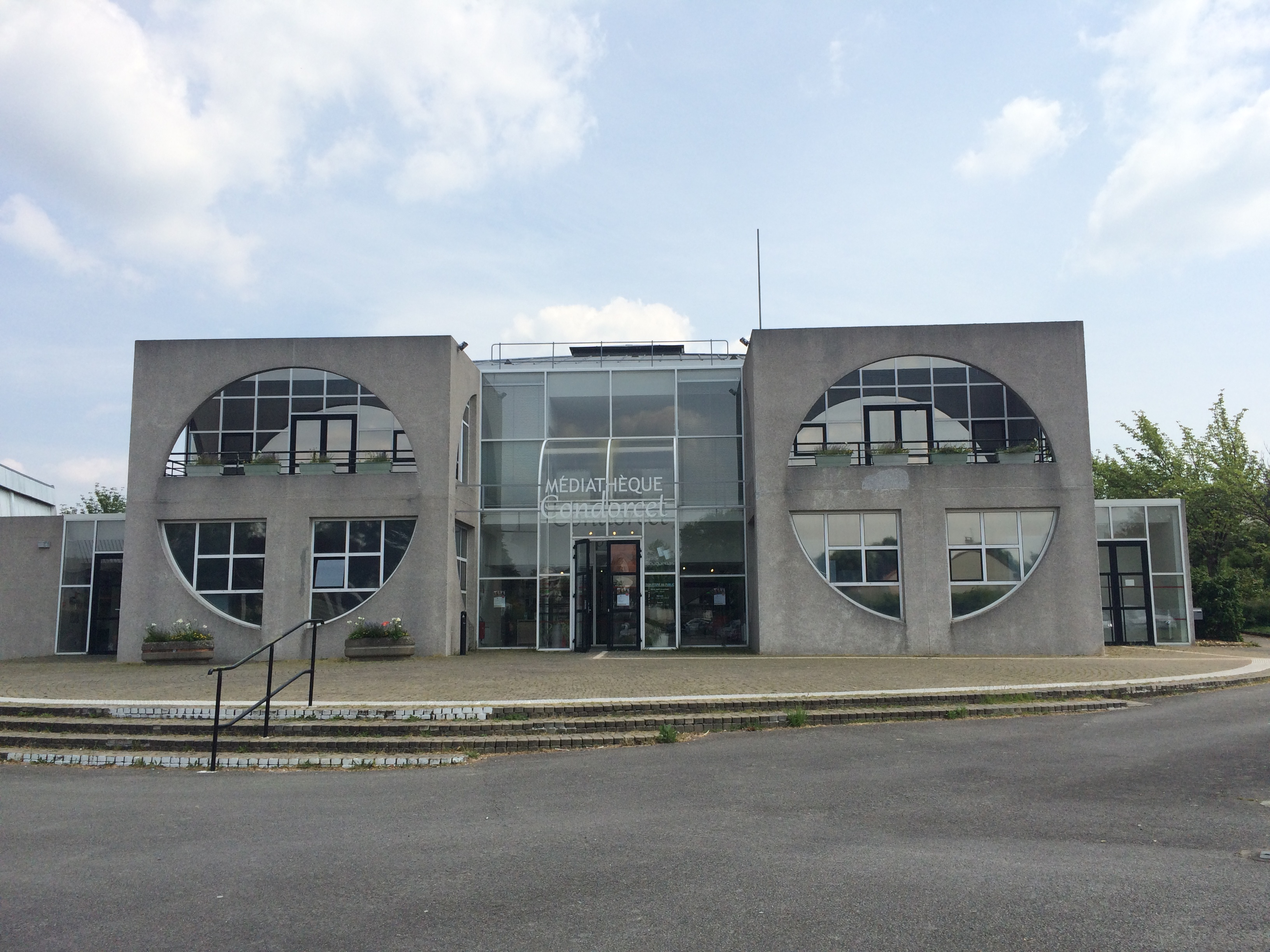
布格奈多媒体中心

布格奈（47°10'39"N, 1°37'17"W）位于法国西北部，卢瓦尔河地区大区西部和大西洋卢瓦尔省中部。
与布格奈接壤的市镇包括：聖埃爾布蘭、安德尔、布兰、布艾、圣艾尼昂格朗略、蓬圣马丹、勒泽、拉蒙塔涅、南特。
布格奈位于卢瓦尔河南岸。境内地势平坦，海拔在1至41米之间。
按照柯本气候分类法，布格奈属于较为典型的温带海洋性气候，全年温差较小，降水分布均匀。

## 历史
“布格奈”一名来源于其历史上的封建庄园主布贡（Bougon），12世纪时，当地出现了一处修道院。二战后，随着南特城市的发展，布格奈逐渐成为南特近郊的一个卫星城，境内修建了多处集中式居民区。

## 交通
南特环城大街南段经过境内，另有省道D85线、D723线、D823线等在此交汇。
南特有轨电车3号线经过境内并设有多个车站，南特公交36路、40路、48路、78路、88路和98路也经过布格奈境内。
南特大西洋机场的主体部分位于布格奈境内。

## 人口
| 年份   | 1936  | 1946  | 1954  | 1962  | 1968   | 1975   | 1982   | 1990   | 1999   | 2006   | 2011   | 2016   | 2018   |
| ------ | ----- | ----- | ----- | ----- | ------ | ------ | ------ | ------ | ------ | ------ | ------ | ------ | ------ |
| 人口數 | 4,162 | 4,810 | 6,523 | 8,777 | 10,047 | 11,684 | 14,043 | 15,099 | 15,631 | 16,503 | 18,343 | 19,049 | 19,658 |

## 友好城市
- 德国 金斯海姆-古斯塔夫斯堡